# スア・サンティータ・パーパ・レオーネ XIII
『スア・サンティータ・パーパ・レオーネ XIII』（イタリア語: Sua Santità papa Leone XIII、日本語: ローマ教皇レオ13世聖下）とは、バイオグラフ社のためにウィリアム・K・L・ディクソンが監督した1898年の短編映画で、イタリア王国で撮影された現存する最古の映画の1つである。この短編映画は長い待ち時間と教皇空位期間管理局長官フランチェスコ・サレジオ・デッラ・ボルペとの交渉、教皇の甥ペッチ伯爵の仲裁の末に、その年の6月から7月にかけてバチカン庭園で撮影された。これは当時88歳のレオ13世の3つの異なる祝福のショットのモンタージュで、おそらくコダックのフィルムで撮影された。
レオ13世は1810年生まれで、映画に登場する最も早くに生まれた人間である。
この映画は長い間1896年に監督されたリュミエール兄弟の会社とトリノの映画先駆者ヴィットリオ・カルチーナの作品だと考えられてきた。実際、聖座はアメリカの会社への映像の許可を取り消し、様々な劇場での映画の上映を承認せず、その時点で映像はリュミエール兄弟に提供されていた。この話は歴史家で研究者のジャンルカ・デッラ・マッジョーレがバチカン使徒文書館で調査したことにより復元された。